# Zdravko Ponoš
Zdravko Ponoš, cyr. Здравко Понош (ur. 3 listopada 1962 w Kninie) – serbski wojskowy i polityk, generał, w latach 2006–2008 szef sztabu generalnego serbskich sił zbrojnych, kandydat w wyborach prezydenckich w 2022.

## Życiorys
Z wykształcenia inżynier elektryk, w 1986 ukończył studia w wojskowej akademii technicznej VTA w Zagrzebiu. W 1999 uzyskał magisterium z telekomunikacji na Uniwersytecie w Belgradzie. Kształcił się również m.in. w Royal College of Defence Studies w Londynie.
W latach 80. został zawodowym wojskowym, dowodził jednostkami rozpoznania elektronicznego. W sztabie generalnym pracował jako oficer do spraw rozwoju i wyposażenia. Był dyrektorem departamentu integracji w dyrekcji do spraw międzynarodowej współpracy wojskowej w ministerstwie obrony Serbii i Czarnogóry, od 2004 kierował tą dyrekcją w resorcie. W 2005 powołany na zastępcę szefa sztabu generalnego sił zbrojnych Serbii i Czarnogóry, w 2006 został zastępcą szefa sztabu generalnego serbskich sił zbrojnych. W tym samym roku prezydent Boris Tadić mianował go na stopień generała porucznika. Również w 2006 Zdravko Ponoš został szefem sztabu generalnego serbskich sił zbrojnych. Odszedł z tego stanowiska w 2008 w wyniku konfliktu z ministrem obrony Draganem Šutanovacem. W 2009 przeniesiono go w stan spoczynku.
W latach 2010–2012 pełnił funkcję wiceministra w resorcie spraw zagranicznych kierowanym przez Vuka Jeremicia. Był też szefem jego gabinetu, gdy ten przewodniczył 67. sesji Zgromadzenia Ogólnego ONZ. Objął funkcję dyrektora wykonawczego think tanku CIRSD założonego przez Vuka Jeremicia. Został też redaktorem naczelnym periodyku „Horizonti”.
Od 2017 do 2021 był wiceprzewodniczącym Partii Ludowej powołanej przez byłego ministra spraw zagranicznych. W lutym 2022 został ogłoszony kandydatem koalicji ugrupowań opozycyjnych w zaplanowanych na kwiecień tegoż roku wyborach prezydenckich. W marcu jego kandydatura została zarejestrowana przez państwową komisję wyborczą. W wyborach (zakończonych w pierwszej turze zwycięstwem Aleksandara Vučicia) zajął drugie miejsce z wynikiem 18,8% głosów. W kwietniu 2022 zrezygnował z członkostwa w Partii Ludowej, w tym samym roku założył nowe ugrupowanie pod nazwą „Srbija centar”. W wyborach w 2023 kandydował z ramienia nowej opozycyjnej koalicji Serbia przeciw Przemocy, uzyskał wówczas mandat deputowanego do Zgromadzenia Narodowego Republiki Serbii.